# 1976年のバレーボール
1976年のバレーボール（1976ねんのバレーボール）では、1976年（昭和51年）のバレーボール関連の出来事をまとめる。

## できごと
- カンピオナート・ブラジレイオ（現・スーパーリーガ）が発足。
- ベロゴリエ・ベルゴロドが創設。
- FIVB加盟（その16） - アラブ首長国連邦、グアム、ケイマン諸島、スリナム、バーレーン、バングラデシュの6カ国。

## 国際大会
- モントリオール五輪
  - 男子
    - 金メダル： ポーランド
    - 銀メダル： ソビエト連邦
    - 銅メダル： キューバ

  - 女子
    - 金メダル： 日本
    - 銀メダル： ソビエト連邦
    - 銅メダル： 韓国

## 国内大会

### 日本
- 第9回日本リーグ
  - 男子
    - 1位：新日本製鉄（8勝2敗）
    - 2位：日本鋼管（8勝2敗）
    - 3位：富士フイルム（6勝4敗）
    - MVP：中村祐造

  - 女子
    - 1位：日立（10勝）
    - 2位：ユニチカ貝塚（8勝2敗）
    - 3位：三洋電機群馬（6勝4敗）
    - MVP：白井貴子

- 全日本総合選手権
  - 男子6人制
    - 決勝 : 新日鉄 3-1 日本鋼管

  - 女子6人制
    - 決勝 : 日立 3-0 久光製薬

  - 男子9人制
    - 決勝 : 日体大 2-0 防府ク

  - 女子9人制
    - 決勝 : 久光製薬 2-0 葵クラブ

- 第25回全日本都市対抗
  - 男子
    - 1位：新日鉄堺
    - 2位：富士フイルム
    - 3位：東レ九鱗会、日本鋼管

  - 女子
    - 1位：日立
    - 2位：ユニチカ貝塚
    - 3位：鐘紡、倉紡倉敷

## 誕生
1月
- 1月1日 - 臺光章
- 1月1日 - 大懸郁久美（現: 成田郁久美）
- 1月29日 - レアンドロ・マリ
- 1月31日 - シモーネ・ロサルバ

2月
- 2月3日 - ステファン・アンティガ
- 2月5日 - 江口理代
- 2月16日 - トーマス・サムエルボ
- 2月20日 - 山田晃豊

3月
- 3月1日 - バレリオ・ベルミリオ
- 3月10日 - フランツ・グランボルカ
- 3月18日 - アレクセイ・カザコフ
- 3月18日 - ガブリエル・ガードナー

4月
- 4月21日 - フリスト・ズラタノフ
- 4月26日 - 桑田鎮典

5月
- 5月25日 - 岡野弘子
- 5月25日 - 山本辰生

6月
- 6月3日 - 満永ひとみ
- 6月21日 - 森和代
- 6月26日 - オルガ・ポタショーワ

8月
- 8月5日 - 中野由紀
- 8月12日 - 加藤陽一
- 8月13日 - ロマン・ヤコブレフ
- 8月28日 - 浅川敏
- 8月30日 - ビクトル・リベラ

9月
- 9月17日 - 谷口雅美

10月
- 10月6日 - ユベール・エノ
- 10月9日 - 栗原圭介
- 10月9日 - 徳元幸人
- 10月29日 - 白鳥勝浩

12月
- 12月13日 - ダニエル・アラン・ハワード
- 12月15日 - 大村加奈子
- 12月15日 - 佐々木みき
- 12月23日 - ジルベルト・ゴドイフィリョ

## 死去
- 10月4日 - 多田徳雄 （87）